# Capuchonnés
Pour les articles homonymes, voir Capuchon.
 (mai 2019).
Si vous disposez d'ouvrages ou d'articles de référence ou si vous connaissez des sites web de qualité traitant du thème abordé ici, merci de compléter l'article en donnant les références utiles à sa vérifiabilité et en les liant à la section « Notes et références ».
Les Capuchonnés ou Confrérie des Capuchons (Capuciati) sont des paciaires, des partisans de la Paix de Dieu; une organisation de guerriers dévoués au maintien de la paix et de l'ordre dans la France de la fin du XIIe siècle. Eux-mêmes se présentaient comme les Confrères de la Paix («Confrérie de la paix de Marie»). 
Ils ont d'abord été organisés au Puy en 1182 et ont participé activement à la lutte de Philippe Auguste contre Étienne Ier de Sancerre et ses mercenaires brabançons, qui ravageaient alors l'Orléanais en 1184. 
Ce mouvement, parti d’Auvergne, se répandit dans une grande partie de la France. Aspirant à une révolution sociale, ses membres furent au cours des décennies suivantes pourchassés et éliminés par le clergé et la noblesse. Il eut un grand retentissement dans le Nord-Ouest de l’Europe au tournant du XIIIe siècle.

## Apparition
La confrérie se forme après une victoire remportée par des non-combattants sur les mercenaires de Raymond Brun (mercenaires devenus "routiers", appelés aussi "Brabançons"), qui écumaient la région de Dun-le-Roi.
Cette confrérie se forme dans la région du Puy, en Velay, à l’été 1182, autour d’un dénommé Durand, qui prêche la paix et guide le mouvement. Ses membres, réunis par le désir de paix et d’ordre, se recrutent dans toute la société, d’abord la paysannerie aisée et les habitants non-miséreux des villes : ses membres achètent un manteau blanc et une image de la Vierge à l’Enfant en étain, et cotisent. Ils exigent de tous les membres de la société qu’ils se rallient, et qu’il soit mis fin aux violences.

## Ralliement des évêques
L’évêque du Puy, d’abord méfiant, se rallie et prêche en leur faveur à la fin de 1182, d’où l’extension que prend le mouvement. 
De 500 vers Noël 1182, l’effectif des Capuchonnés passe à 5000 peu de temps après, puis bien plus au printemps 1183. Ils enrôlent des membres de toutes les couches et de tous les ordres de la société, hommes et femmes. Tous combattent les routiers, sauf les moines qui ne quittent pas leur monastère, astreints par leur règle, mais prient pour leur victoire.
Le mouvement aurait mis fin aux guerres permanentes entre le comte de Toulouse et le roi d’Aragon. Il se répand début 1183 dans les régions voisines : Aquitaine, Gascogne, Berry, Nivernais, Bourgogne, Provence, régions non touchées par le phénomène qui suscita la confrérie, c’est-à-dire les exactions des routiers[réf. nécessaire].

## Répression
La confrérie revendiqua alors la fin des taxes excessives et injustes, l‘égalité naturelle, ce qui provoqua une réaction armée de la part du clergé et de la noblesse, qui réprima durement le mouvement. À Auxerre, c’est l’évêque qui conduit la répression.
Le mouvement, à ses débuts, est apprécié des moines, qui y voient une entreprise de pacification de la société. Les membres privilégiés de la société le dépeignent au contraire comme une « hérésie charnelle » remettant en cause l’ordre nécessaire de la société.